# Каменик
Каменик (болг. Каменик) — село в Болгарии. Находится в Кюстендилской области, входит в общину Бобошево. Население составляет 21 человек.

## Политическая ситуация
Каменик подчиняется непосредственно общине и не имеет своего кмета.
Кмет (мэр) общины Бобошево — Милчо Георгиев Орозов (Болгарская социал-демократия (БСД)) по результатам выборов 2007 года в правление общины.